# غيرغو سيتشي
غيرغو سيتشي (بالمجرية: Szécsi Gergő)‏ هو لاعب كرة قدم مجري في مركز حراسة المرمى، ولد في 7 فبراير 1989 في دبرتسن في المجر. لعب مع نادي دبرتسني.

## وصلات خارجية
- غيرغو سيتشي على موقع اتحاد المجر (الهنغارية)
- غيرغو سيتشي على موقع قاعدة بيانات كرة القدم.إي يو (الإنجليزية)
- غيرغو سيتشي على موقع Soccerway.com (الإنجليزية)